# Богдан Радојевић, казнац
Богдан Радојевић (прва половина XIII века – Херцеговина) је био српски властелин, казнац Хумске земље. 
Први пут се помиње 1254. у повељи хумског жупана Радослава, унука Немањиног брата кнеза Мирослава, заједно с делом хумске властеле која се одметнула од краља Уроша I и прешла на страну угарског краља. 
Након 1254. године, жупан Радослав се не помиње, а хумска властела која се одметнула од цара Уроша I, вратила му се. Он је, након тога, направио успешну службу, па се 1278. помиње као казнац у Хумској земљи, где је замењивао одсутног господара. На том положају решавао је сложени судски спор који су покренули Дубровчани против становника Хумске земље, који су их опљачкали на ушћу Неретве. У том циљу окупио је најугледнију хумску властелу и успео да Дубровчанима врати део опљачканих ствари. Други део задржали су властелин Вратислав Мартић и његови рођаци који се нису покоравали казнацу.